# Lupinus pulvinaris
Lupinus pulvinaris är en ärtväxtart som beskrevs av Oskar Eberhard Ulbrich. Lupinus pulvinaris ingår i släktet lupiner, och familjen ärtväxter. Inga underarter finns listade i Catalogue of Life.